# 湯長
湯長（ゆちょう）とは、草津温泉における温泉治療をする専門の「時間湯」での入浴者達に入浴指導をする責任者を指した呼称。

## 歴史

### 起源
湯長の起源は、江戸時代末期の慶応元年（1865年）に「時間湯」という入浴法の前身のような形が行われるようになってからだと考えられている。
明治7年（1874年）頃に草津に治療にきていた桂えん玉という講談師が軍隊式の号令をはじめた。桂が湯長の初代とも言える。しかし当時は湯長といわずに「隊長」と呼称され明確に時間湯が確立されていたわけではない。
明治13年（1880年）に熱の湯湯長として野島小八郎が湯長となる（年代については諸説ある）。野島は熱の湯初代湯長ではないが、町民はそう思い込んでいる人が多い。しかし、現在の4回入湯、3分入湯法を確立したのは野島小八郎であり、現在の時間湯の形を確立したという点において時間湯の初代湯長といえる。 
各時間湯にそれぞれ湯長がいた。ちなみに草津温泉最古の共同風呂鷲の湯初代湯長は小松原勝蔵で鷲の湯の碑にも推薦湯長として記述がある。この碑が時間湯関係の碑では一番古いものである。
「鷲の湯」は昭和38年（1963年）に防火用水槽設置のために撤去され、源泉も埋められた。

### 時間湯と湯長
「時間湯」とは、草津温泉の源泉の特性(非常に熱い温度の源泉（50度-90度）と刺激が強い酸性泉)を生かして考え出されたといわれている。この時間湯契約を契約療法として適切に管理をする重要な存在が湯長で、お湯に関する専門的な知識を活かし、主として療養目的に訪れた方に入湯方法をはじめ、温泉療法などについてアドバイスや入浴の管理をした。通常は、療養温泉施設に常駐し、来客者の健康管理や医師との仲介など様々な方面から治療者のサポートを行う。特に資格等はないが、長年の経験が必要となるため先代湯長の推薦で決められる。最終的には湯長制度は「千代の湯」と「地蔵の湯」にのみ残されていた。

### 廃止
2019年5月、黒岩信忠草津町長は2020年3月をもって湯長制度を廃止する方針を示した。理由は「湯長が湯治客の健康状態などを把握するために行う『問診』が医師法における医療行為に該当し、法に違反する可能性が高い」ことを挙げている。
2019年6月　草津議会は草津観光公社において指定管理者の指定受けていた湯長の職員としての契約を2020年3月をもって更新しないことを決めた。理由は医師法、医薬品、医療機器等の品質、有効性及び安全性の確保等に関する法律（薬機法）に違反する可能性があるとしている。又、会計の不明朗、入湯客へのセクハラを上げた。なお、湯長側はこれらの事実は存在しないとしている。
なお、2021年（令和3年）10月1日に草津町の条例改正が施行され、「時間湯」の名称は「伝統湯」に変更され、指定管理者を廃止して町の直接管理に移行することになった。